# Vasili Pukirev
Vasili Vladimiróvich Pukirev (en ruso: Василий Владимирович Пукирев; Tula, 13 de diciembre de 1832 - Moscú, 13 de junio de 1890) fue un artista y pintor de arte costumbrista y realista de origen ruso.

## Biografía
Vasili Vladimiróvich Pukirev nació el 13 de diciembre de 1832 (el 1 de diciembre según el calendario juliano) en el seno de una familia de campesinos de la aldea de Luzhniki, en la Gobernación de Tula. Fue aprendiz de un pintor de iconos en Maguilov antes de trasladarse a Moscú, donde pudo matricularse en la Escuela de Pintura, Escultura y Arquitectura de la capital rusa, donde estudió de 1847 a 1858 bajo la dirección de Zaryanko y Mokritsky. A partir de 1850, obtuvo la certificación necesaria para ejercer como profesor de arte en las escuelas públicas. En 1855 se le concedió el título de "Artista" y en 1858 se convirtió en "Artista libre".
En la década de 1860 se instaló en un apartamento concedido por el Estado cerca de la academia de arte, donde trabajó como docente hasta 1873. En 1862 y 1864, pudo viajar al extranjero para "ver galerías de arte" bajo el patrocinio de la Sociedad de Amantes del Arte de Moscú. En 1869, colaboró con Alekséi Savrásov para preparar un curso de dibujo para su enseñanza en escuelas públicas. Además de sus pinturas, creó iconos e ilustraciones para las obras de Gógol y Turguénev.
Cuatro años más tarde, se vio obligado a dejar la enseñanza debido a problemas de salud. En 1879, sus compañeros artistas se reunieron para proporcionarle una modesta pensión, pero murió en la pobreza y casi olvidado en 1890.

## El matrimonio desigual

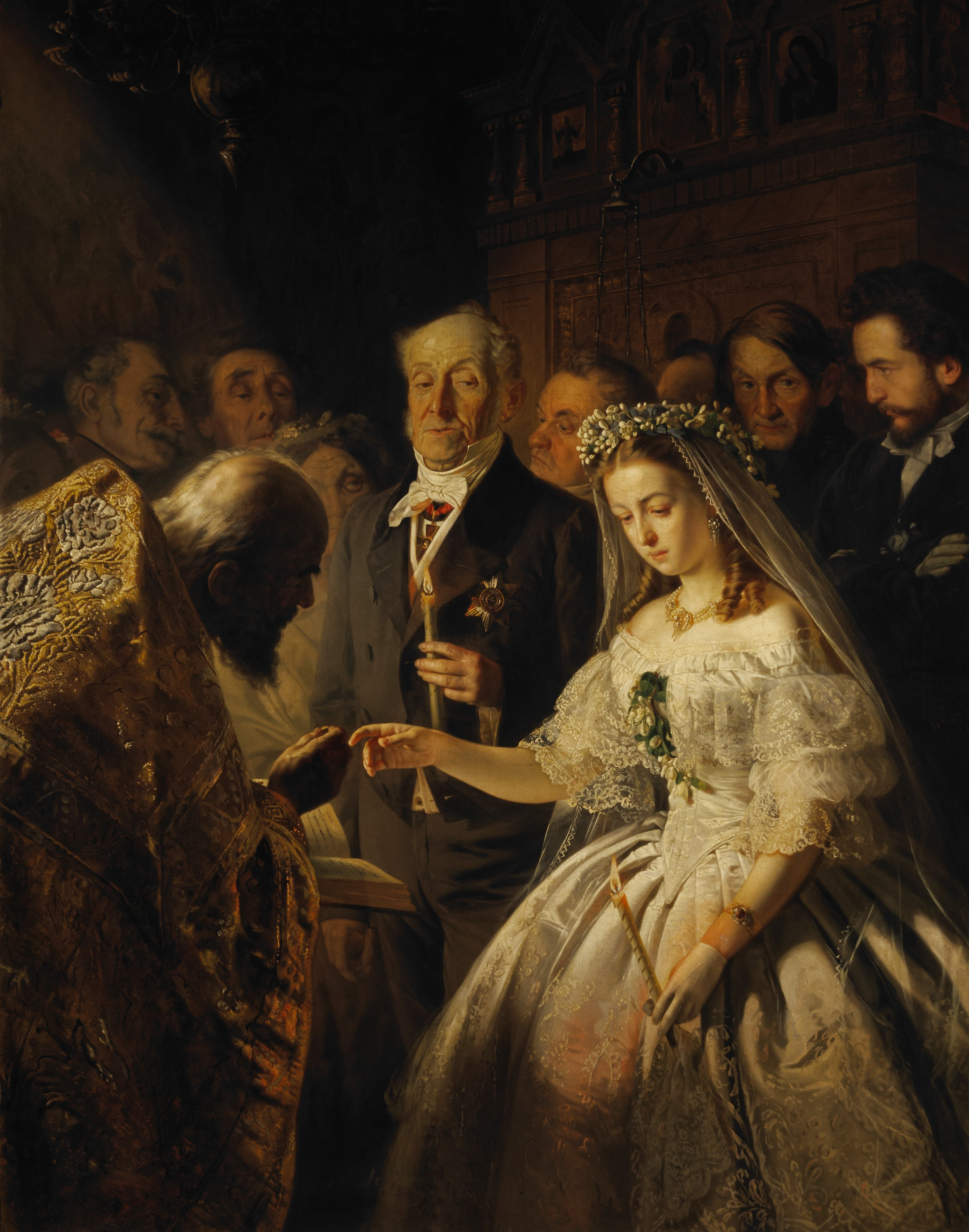
El matrimonio desigual (1863).

La obra más conocida del Pukirev es El matrimonio desigual, exhibida en la Galería Tretiakov de Moscú. Pintado en 1863, el cuadro representa el matrimonio forzado entre una joven y un señor mayor ante la atenta mirada de varios invitados, siendo uno de ellos el propio Pukirev, quien parece en el extremo derecho del lienzo, posiblemente como padrino.
La pintura, inspirada en un episodio de amor perdido (Pukirev estaba enamorado de la mujer que contrae matrimonio), sirvió para que Pukirev fuese nombrado profesor honorario de la Academia Imperial de las Artes. También generó un acalorado debate en la prensa de la época, donde sus seguidores elogiaron a Pukirev por presentar un tema tan serio de la vida moderna, a diferencia de las escenas habituales de género, que tendían a ser nostálgicas o sentimentales.

## Galería

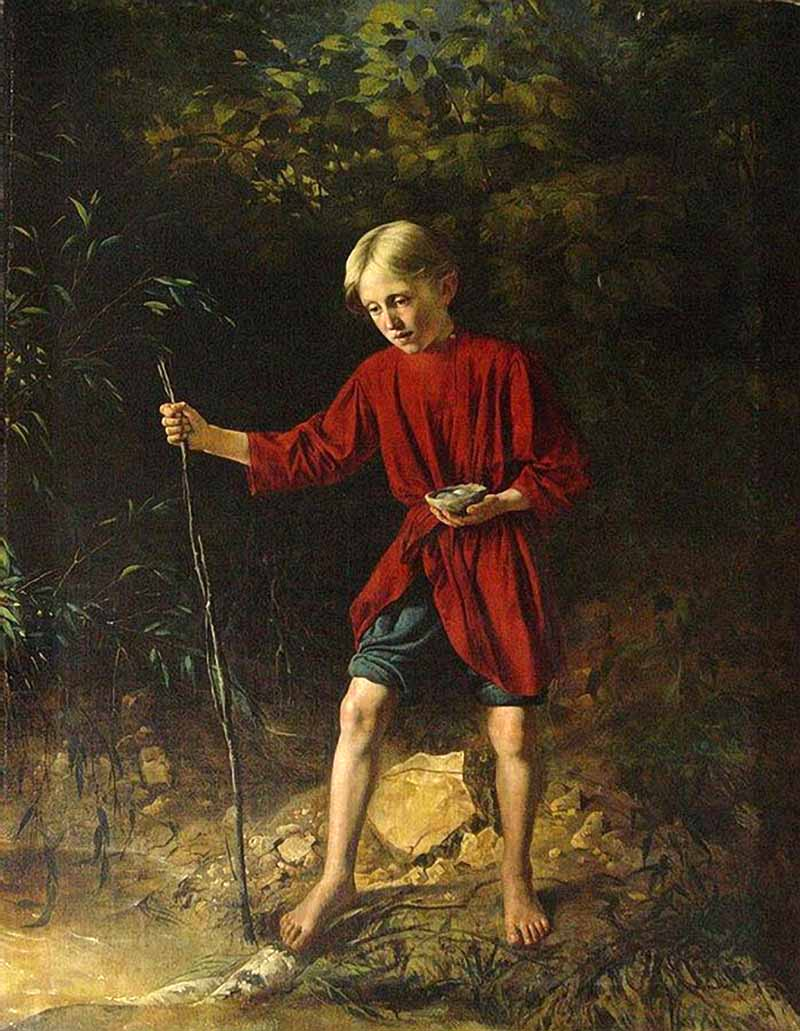
Niño con nido de pájaro (1856)
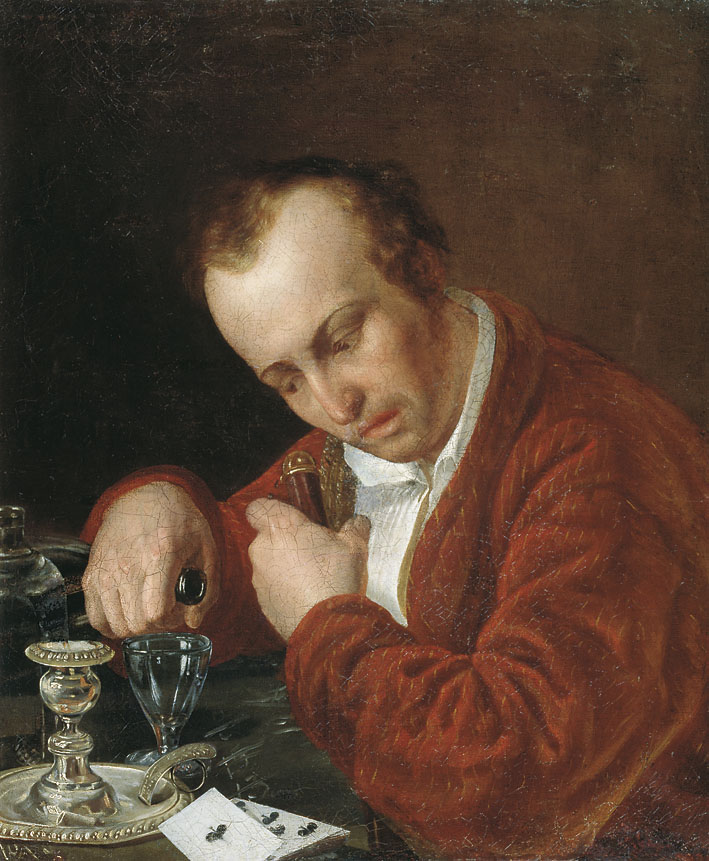
El jugador (1865)
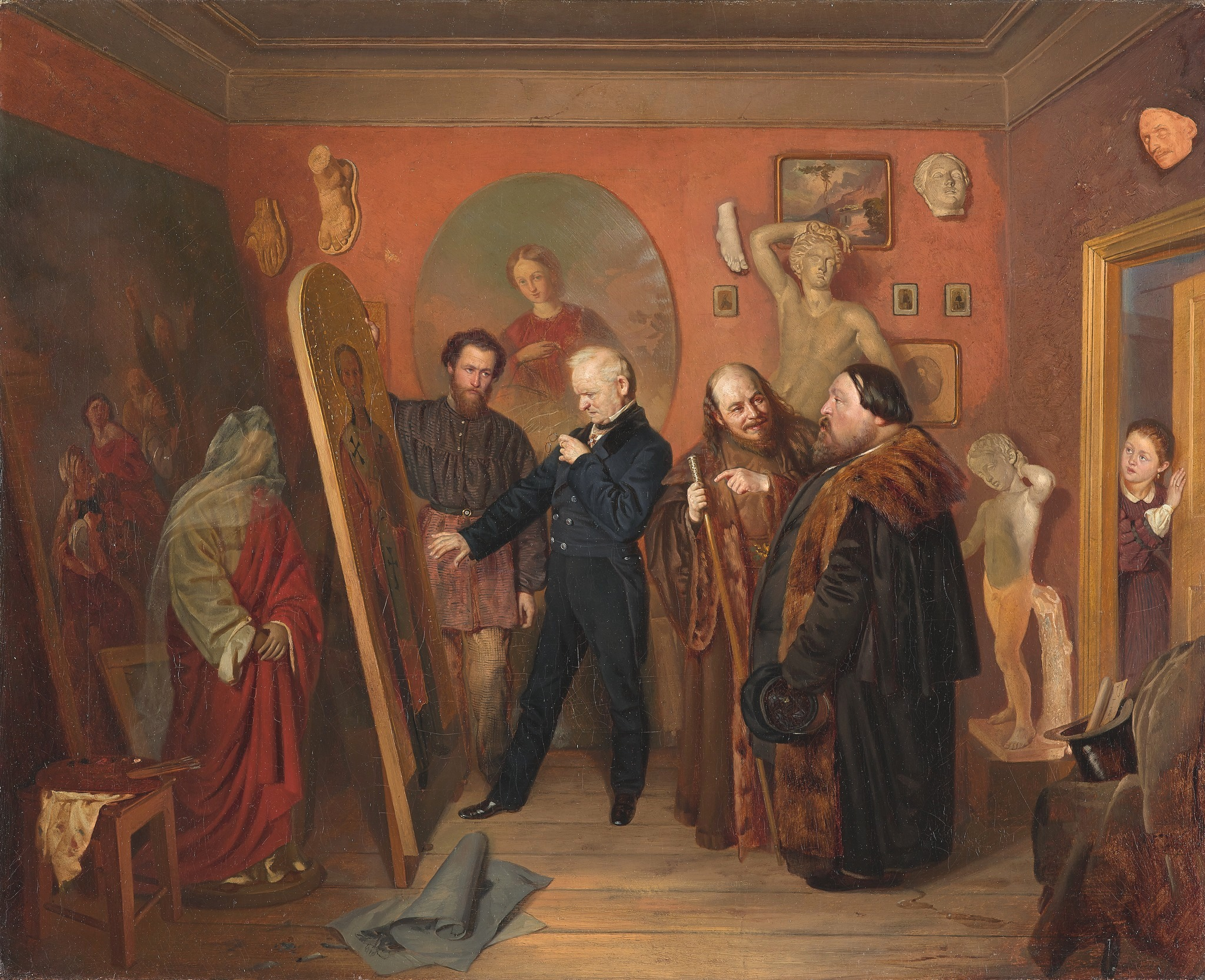
En el estudio del artista (1865)
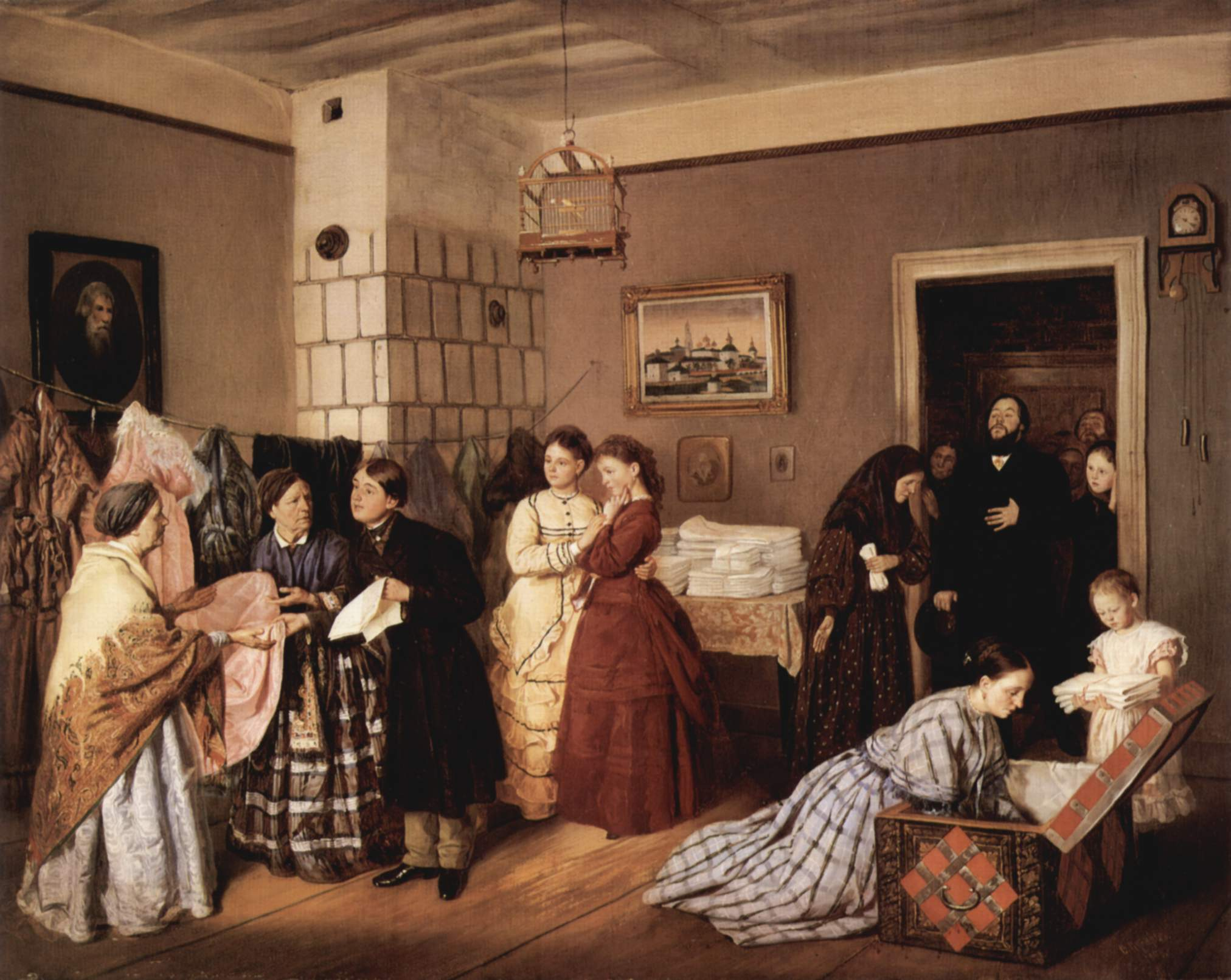
Recepción de la dote en una familia mercante (1873)
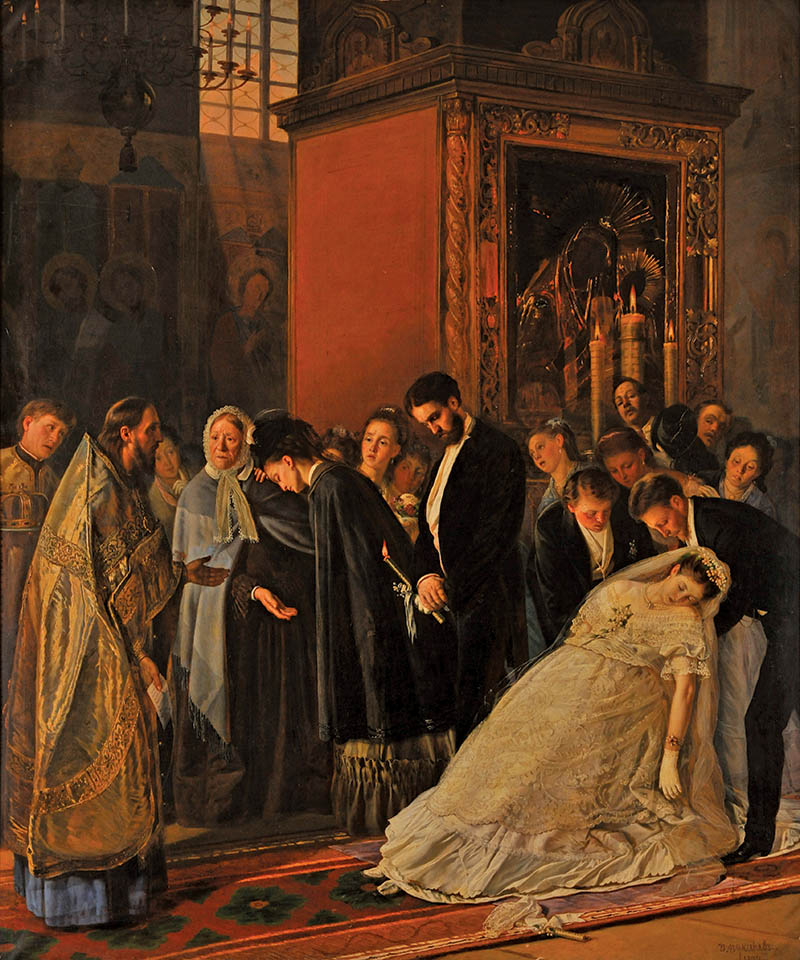
Boda interrumpida (1877)